# Robin Bartlett
Robin Bartlett (New York, 22 aprile 1951) è un'attrice statunitense.

## Biografia
Ha debuttato nel 1980 ed è principalmente nota per aver interpretato Anne in City of Angels - La città degli angeli (1998), oltre che per le sue parti in Shutter Island (2010) e A proposito di Davis (2013).

## Filmografia parziale

### Cinema
- I cancelli del cielo (Heaven's Gate), regia di Michael Cimino (1980)
- La scelta di Sophie (Sophie's Choice), regia di Alan J. Pakula (1982)
- Baby Boom, regia di Charles Shyer (1987)
- Stregata dalla luna (Moonstruck), regia di Norman Jewison (1987)
- Conta su di me (Lean on Me), regia di John G. Avildsen  (1989)
- Ci penseremo domani (See You in the Morning), regia di Alan J. Pakula (1989)
- Crimini e misfatti (Crimes and Misdemeanors), regia di Woody Allen (1989)
- Cartoline dall'inferno (Postcards from the Edge), regia di Mike Nichols (1990)
- Alice, regia di Woody Allen (1990)
- Un agente segreto al liceo (If Looks Could Kill), regia di William Dear (1991)
- A proposito di Henry (Regarding Henry), regia di Mike Nichols (1991)
- Doppio inganno (Deceived), regia di Damian Harris (1991)
- Pensieri pericolosi (Dangerous Minds), regia di John N. Smith (1995)
- Tesoro, ci siamo ristretti anche noi (Honey, We Shrunk Ourselves), regia di Dean Cundey (1997)
- City of Angels - La città degli angeli (City of Angels), regia di Brad Silberling (1998)
- The Dying Gaul, regia di Craig Lucas (2005)
- Shutter Island, regia di Martin Scorsese (2010)
- A proposito di Davis (Inside Llewyn Davis), regia di Joel ed Ethan Coen (2013)
- Chronic, regia di Michel Franco (2015)
- Il castello di vetro (The Glass Castle), regia di Destin Daniel Cretton (2017)
- Josie - Tentazioni pericolose (Josie), regia di Eric England (2018)
- Il settimo giorno (The Seventh Day), regia di Justin P. Lange (2021)
- The Fabelmans, regia di Steven Spielberg (2022)
- The Last Stop in Yuma County, regia di Francis Galluppi (2023)

### Televisione
- Fania (Playing for Time), regia di Daniel Mann e Joseph Sargent – film TV (1980)
- I Ryan (Ryan's Hope) – serial TV, puntata 1x1619 (1981)
- Diritto d'offesa (Skokie), regia di Herbert Wise – film TV (1981)
- Spenser (Spenser: For Hire) – serie TV, episodio 3x13 (1988)
- Miami Vice – serie TV, episodio 5x13 (1989)
- The Powers That Be – serie TV, 20 episodi (1992-1993)
- Mezzanotte e un minuto (12:01), regia di Jack Sholder – film TV (1993)
- Fallen Angels – serie TV, episodio 1x05 (1993)
- It Had to Be You – serie TV, 6 episodi (1993)
- Innamorati pazzi (Mad About You) – serie TV, 32 episodi (1994-1999)
- Attrazione pericolosa (A Dangerous Affair), regia di Alan Metzger – film TV (1995)
- Zoe, Duncan, Jack & Jane – serie TV, episodio 2x03 (2000)
- Giudice Amy (Judging Amy) – serie TV, episodi 1x16-4x06-5x23 (2000, 2002, 2004)
- Il tocco di un angelo (Touched by an Angel) – serie TV, episodio 6x20 (2000)
- West Wing - Tutti gli uomini del Presidente (The West Wing) – serie TV, episodio 4x04 (2002)
- The Agency – serie TV, episodio 2x16 (2003)
- Dragnet – serie TV, 6 episodi (2003-2004)
- Medical Investigation – serie TV, episodio 1x06 (2004)
- NYPD - New York Police Department (NYPD Blue) – serie TV, episodio 12x12 (2004)
- The Closer – serie TV, episodio 1x05 (2005)
- Nip/Tuck – serie TV, episodio 3x02 (2005)
- Justice - Nel nome della legge (Justice) – serie TV, episodio 1x07 (2006)
- Curb Your Enthusiasm – serie TV, episodio 6x03 (2007)
- CSI: Miami – serie TV, episodio 8x20 (2010)
- American Horror Story – serie TV, 4 episodi (2013)
- Battler Creek – serie TV, episodio 1x11 (2015)
- Brooklyn Nine-Nine – serie TV, episodio 3x07 (2015)
- Vice Principals – serie TV, 6 episodi (2016-2017)
- The Shrink Next Door – serie TV, 5 episodi (2021)

## Doppiatrici italiane
Nelle versioni in italiano dei suoi film, Robin Bartlett è stata doppiata da:
- Loretta Stroppa in Cartoline dall'inferno
- Aurora Cancian in Alice
- Francesca Guadagno in Shutter Island
- Solvejg D'Assunta in Pensieri pericolosi
- Anna Rita Pasanisi in Tesoro, ci siamo ristretti anche noi
- Lorenza Biella in The Closer
- Paola Giannetti in CSI: Miami
- Silvia Tortarolo in A proposito di Davis
- Chiara Salerno in American Horror Story
- Mirta Pepe in The Shrink Next Door